# Geamia Memet Efendi
Geamia Memet Efendi a fost construită în anul 1756, în timpul scurtei domnii a sultanului Osman al III-lea (1699 - 1757). Este situată în Cernavodă.
Clădirea, situată pe str. Crișan nr. 4, este înscrisă în Lista monumentelor istorice din județul Constanța cu Cod LMI CT-II-m-A-02874.